# Superliga de voleibol 2020-21
La Superliga Masculina de Voleibol de España 2020-21 (también conocida como SVM o Superliga) es la 57.ª edición de la máxima categoría del voleibol español. Esta edición de la Superliga Masculina de Voleibol consta de dos fases: la liga regular y los Play Offs por el título. El torneo lo organiza la Real Federación Española de Voleibol (RFEVb).

## Sistema de competición
A diferencia de temporadas anteriores, consta de un grupo único integrado por catorce clubes de toda la geografía española, dos más que en la anterior edición. Primero, siguiendo un sistema de liga regular, los catorce equipos se enfrentan todos contra todos en dos ocasiones, una en campo propio y otra en campo contrario, sumando un total de 26 jornadas. El orden de los encuentros se decide por sorteo antes de empezar la competición. La clasificación final se establece teniendo en cuenta los puntos obtenidos en cada enfrentamiento, a razón de tres por partido ganado con un resultado de 3-1 o 3-0, dos por partido ganado por 3-2, uno por partido perdido por 2-3 y ninguno en caso de perder por 1-3 o 0-3.
Como medida excepcional y para devolver a la competición a su capacidad normal en los últimos años, la Real Federación Española de Voleibol (RFEVb) estipuló una cantidad mayor de descensos para esta campaña. Los equipos que perderían la categoría son los cuatro últimos, es decir, los que estén entre la undécima y decimocuarta posición. Estos equipos, competirían el año siguiente en Superliga 2.
Clasificación para la XLVI Copa del Rey
La RFEVB da la posibilidad de clasificarse para la Copa del Rey de Voleibol a los equipos que ocupan las 7 primeras plazas de la clasificación al finalizar la primera vuelta (13 partidos) y al equipo organizador, o en el caso de que no haya a los 8 primeros en la primera vuelta, de participar en la Copa del Rey de Voleibol 2021.
Clasificación para competiciones continentales
La CEV otorga a la Superliga española 2 plazas de clasificación para competiciones continentales, que se distribuyen de la siguiente forma:
- El campeón de los Play Offs y por lo tanto de la Superliga acceden a disputar la tercera ronda de clasificación a CEV Champions League. En caso de perder, jugaría los sesenta y cuatroavos de final de la CEV Cup.
- El subcampeón de la Superliga accede a disputar los treintaidosavos de final de la Challenge Cup.

Nota: Estas reglas solo son aplicables a la temporada actual, ya que pueden variar de un año a otro. Por lo tanto, no se deben tener en cuenta los casos de temporadas anteriores ni posteriores.

## Equipos participantes

### Equipos por comunidad autónoma
| N.° | Comunidad autónoma         | Equipos                                                 |
| --- | -------------------------- | ------------------------------------------------------- |
| 3   | Islas Baleares             | Club Voleibol Palma, C.V. Manacor y Club Voleibol Ibiza |
| 2   | Galicia                    | Arenal Emevé y Cabo de Cruz Boiro Voleibol              |
| 2   | Comunidad Valenciana       | Club Voleibol L'Illa Grau y Club Voleibol Almoradí      |
| 1   | Aragón                     | Club Voleibol Teruel                                    |
| 1   | Castilla y León            | C.D. Voleibol Río Duero Soria                           |
| 1   | Andalucía                  | Club Voleibol Almería                                   |
| 1   | Ciudad Autónoma de Melilla | C.V. Melilla                                            |
| 1   | Islas Canarias             | Club Voleibol Guaguas                                   |
| 1   | Cantabria                  | C.D.V. Textil Santanderina                              |
| 1   | Cataluña                   | FC Barcelona Voleibol                                   |

### Ascensos y descensos
Un total de 14 equipos disputan la Superliga: los 12 clasificados de la Superliga masculina de voleibol de España 2019-20 y los primeros clasificados de la Superliga 2 Masculina de Voleibol de España 2019-20.
| Pos. | Descendidos de Superliga |
| ---- | ------------------------ |
| -    | Sin Descensos            |
| -    | Sin Descensos            |

| Pos. | Ascendidos de Superliga 2 |
| ---- | ------------------------- |
| 1.º  | FC Barcelona Voleibol     |
| 2.º  | Rotogal Boiro             |

### Información de los equipos
| Equipo                        | Nombre en competición      | Sede                       | Comunidad autónoma   | Entrenador                      | Pabellón                                 | Capacidad | Proveedor           |
| ----------------------------- | -------------------------- | -------------------------- | -------------------- | ------------------------------- | ---------------------------------------- | --------- | ------------------- |
| C.V. Melilla                  | Melilla Sport Capital      | Melilla                    | Melilla              | Salim Abdelkader                | Pabellón Javier Imbroda                  | 2.900     | Rasán               |
| Club Voleibol Palma           | Urbia Uenergua Voley Palma | Palma de Mallorca          | Islas Baleares       | Marcos Dreyer                   | Palacio Municipal de Deportes Son Moix   | 5.076     | Hummel              |
| Club Voleibol Teruel          | CV Teruel                  | Teruel                     | Aragón               | Miguel Rivera                   | Pabellón Municipal Los Planos            | 4.000     | Mercury             |
| Club Voleibol Emevé           | Arenal Emevé               | Lugo                       | Galicia              | Diego Taboada                   | Pabellón Municipal de Lugo               | 2.500     | Hummel              |
| Club Voleibol Almoradí        | Voleibol Almoradí          | Almoradí                   | Comunidad Valenciana | Pedro Miralles                  | Nuevo Pabellón Ciudad Deportiva Almoradí | 900       | Erreà               |
| C.D. Voleibol Río Duero Soria | Río Duero Soria            | Soria                      | Castilla y León      | Manuel Sevillano                | Pabellón Polideportivo de Los Pajaritos  | 1.200     | Sport Tech          |
| C.V. Manacor                  | Conectabalear CV Manacor   | Manacor                    | Islas Baleares       | Luis Enrique Molada Miró        | Na Capellera                             | 900       | Hummel              |
| C.D.V. Textil Santanderina    | Voley Textil Santanderina  | Cabezón de la Sal          | Cantabria            | Marcelo De Stefano              | Pabellón Municipal Matilde la Torre      | 1.100     | Textil Santanderina |
| Club Voleibol L'Illa Grau     | UBE L'Illa Grau            | Castellón de la Plana      | Comunidad Valenciana | Carlos Cavalli                  | Ciutat Esportiva                         | 800       | Hummel              |
| Club Voleibol Almería         | Unicaja Costa de Almería   | Almería                    | Andalucía            | Manuel Berenguel                | Pabellón Moisés Ruiz                     | 2.000     | Joma                |
| Club Voleibol Ibiza           | Ushuaïa Ibiza Vóley        | Ibiza                      | Islas Baleares       | Aitor Barreros                  | Polideportivo de "Es Viver"              | 400       | Kappa               |
| Club Voleibol Guaguas         | CV Guaguas                 | Las Palmas de Gran Canaria | Canarias             | Sergio Miguel Camarero          | Centro Insular de Deportes               | 5.200     | Luanvi              |
| FC Barcelona Voleibol         | Barça Voleibol             | Barcelona                  | Cataluña             | Fredinson Mosquera Mosquera     | Parc Esportiu Llobregat                  | 2.500     | Nike                |
| Rotogal Boiro                 | Rotagal Boiro              | Boiro                      | Galicia              | Emilio Gervasio Palacio Álvarez | Pabellón A Cachada                       | 400       | Erreà               |

## Clasificación
|                                                                                                  | Equipo                        | Puntos | J  | G3 | G2 | P1 | P0 | SF | SC | PF   | PC   |
| ------------------------------------------------------------------------------------------------ | ----------------------------- | ------ | -- | -- | -- | -- | -- | -- | -- | ---- | ---- |
| 1                                                                                                | Club Voleibol Guaguas         | 72     | 26 | 23 | 1  | 1  | 1  | 75 | 13 | 2125 | 1684 |
| 2                                                                                                | Club Voleibol Teruel          | 70     | 26 | 22 | 1  | 2  | 1  | 73 | 17 | 2159 | 1837 |
| 3                                                                                                | Club Voleibol Almería         | 58     | 26 | 16 | 4  | 2  | 4  | 66 | 33 | 2276 | 2060 |
| 4                                                                                                | Club Voleibol Palma           | 49     | 26 | 12 | 5  | 3  | 6  | 60 | 40 | 2238 | 2121 |
| 5                                                                                                | Melilla Sport Capital         | 46     | 26 | 10 | 6  | 4  | 6  | 58 | 44 | 2261 | 2156 |
| 6                                                                                                | C.D. Voleibol Río Duero Soria | 41     | 26 | 9  | 5  | 4  | 8  | 54 | 49 | 2293 | 2265 |
| 7                                                                                                | ConectaBalear CV Manacor      | 41     | 26 | 11 | 3  | 2  | 10 | 50 | 47 | 2119 | 2126 |
| 8                                                                                                | Arenal Emevé                  | 32     | 26 | 7  | 4  | 3  | 12 | 44 | 58 | 2172 | 2335 |
| 9                                                                                                | Rotogal Boiro                 | 30     | 26 | 7  | 2  | 5  | 12 | 42 | 58 | 2196 | 2264 |
| 10                                                                                               | UD Ibiza Ushuaïa Vóley        | 29     | 25 | 6  | 2  | 7  | 10 | 40 | 56 | 2057 | 2106 |
| 11                                                                                               | CDV Textil Santanderina       | 26     | 26 | 5  | 4  | 3  | 14 | 36 | 62 | 2059 | 2224 |
| 12                                                                                               | Club Voleibol L'Illa Grau     | 25     | 25 | 6  | 1  | 5  | 13 | 34 | 60 | 1997 | 2144 |
| 13                                                                                               | Barça Voleibol                | 18     | 26 | 3  | 4  | 1  | 18 | 31 | 65 | 1941 | 2206 |
| 14                                                                                               | Voleibol Almoradí             | 6      | 26 | 1  | 1  | 1  | 23 | 14 | 75 | 1789 | 2154 |
| Fuente: Federación Española de Voleibol: Clasificación de la Superliga; actualización automática |                               |        |    |    |    |    |    |    |    |      |      |

|  | Juega play-off por el título. |
|  | Desciende a Superliga 2.      |

### Evolución de la clasificación
| Equipo / Jornada       | 01  | 02  | 03  | 04  | 05   | 06   | 07   | 08  | 09   | 10   | 11   | 12   | 13   | 14   | 15   | 16   | 17   | 18   | 19   | 20   | 21   | 22   | 23   | 24   | 25   | 26  |
| ---------------------- | --- | --- | --- | --- | ---- | ---- | ---- | --- | ---- | ---- | ---- | ---- | ---- | ---- | ---- | ---- | ---- | ---- | ---- | ---- | ---- | ---- | ---- | ---- | ---- | --- |
| Club Voleibol Guaguas  | 1º  | 1º  | 1º  | 3º* | 4º*  | 5º*  | 6º*  | 4º* | 4º*  | 4º*  | 4º*  | 2º*  | 2º*  | 2º*  | 2º   | 2º*  | 2º*  | 2º*  | 2º*  | 2º*  | 2º*  | 2º*  | 2º*  | 2º*  | 1º   | 1º  |
| C.V. Teruel            | 3º  | 3º  | 2º  | 1º  | 1º   | 1º   | 1º   | 1º  | 1º   | 1º   | 1º   | 1º*  | 1º*  | 1º   | 1º*  | 1º*  | 1º*  | 1º*  | 1º*  | 1º   | 1º   | 1º   | 1º   | 1º   | 2º   | 2º  |
| Unicaja Almería        | 5º  | 6º  | 5º  | 4º  | 3º   | 3º   | 3º   | 2º  | 2º   | 2º   | 2º   | 3º*  | 3º*  | 3º   | 3º   | 3º   | 3º   | 3º   | 3º   | 4º   | 3º   | 3º   | 3º   | 3º   | 3º   | 3º  |
| Urbia Voley Palma      | 6º  | 4º  | 3º  | 2º  | 2º   | 2º   | 2º   | 3º  | 3º   | 3º   | 3º   | 4º*  | 4º*  | 4º*  | 4º*  | 4º*  | 4º*  | 4º*  | 4º*  | 3º   | 4º   | 4º   | 4º   | 4º   | 4º   | 4º  |
| Melilla Sport Capital  | 4º  | 5º  | 7º  | 5º  | 6º   | 6º   | 5º   | 5º  | 5º   | 6º   | 6º*  | 6º*  | 6º*  | 6º*  | 6º*  | 6º*  | 6º*  | 5º*  | 5º*  | 5º   | 5º   | 5º   | 5º   | 5º   | 5º   | 5º  |
| Río Duero Soria        | 2º  | 2º  | 4º  | 6º  | 7º   | 8º   | 7º   | 6º  | 7º   | 8º   | 7º   | 7º*  | 9º*  | 9º   | 7º   | 8º*  | 7º*  | 7º*  | 7º*  | 7º*  | 7º*  | 7º*  | 7º*  | 6º*  | 6º   | 6º  |
| Conectabalear Manacor  | 12º | 8º  | 6º  | 7º* | 5º*  | 4º*  | 4º*  | 7º  | 6º   | 5º   | 5º   | 5º*  | 5º*  | 5º*  | 5º   | 5º   | 5º   | 6º   | 6º   | 6º   | 6º   | 6º   | 6º   | 7º   | 7º   | 7º  |
| Arenal Emevé           | 10º | 14º | 14º | 12º | 10º  | 7º   | 9º   | 9º  | 8º   | 7º   | 8º   | 9º   | 8º   | 8º   | 9º   | 7º   | 8º*  | 8º*  | 8º*  | 9º*  | 9º*  | 9º*  | 8º*  | 8º   | 9º   | 8º  |
| Rotogal Boiro          | 14º | 13º | 9º  | 9º  | 8º   | 10º  | 10º  | 10º | 9º   | 9º   | 9º   | 8º   | 7º   | 7º   | 8º   | 9º   | 9º*  | 9º*  | 9º*  | 8º*  | 8º*  | 8º*  | 8º*  | 9º*  | 8º   | 9º  |
| UD Ibiza Ushuaïa Vóley | 9º  | 12º | 8º  | 8º  | 11º* | 9º*  | 8º*  | 8º* | 10º* | 10º* | 10º* | 10º  | 10º* | 10º* | 10º* | 10º* | 11º* | 11º* | 11º* | 11º* | 12º* | 13º* | 11º* | 10º* | 11º* | 10º |
| UBE L'Illa Grau        | 8º  | 10º | 12º | 14º | 14º  | 14º* | 14º* | 14* | 14*  | 13º* | 13º* | 13º  | 11º  | 12º  | 11º  | 11º* | 10º* | 10º* | 10º* | 10º* | 10º  | 11º  | 12º  | 12º  | 12º* | 11º |
| Textil Santanderina    | 13º | 11º | 13º | 10º | 9º   | 11º  | 12º  | 11º | 11º  | 11º  | 11º* | 11º* | 12º* | 11º  | 12º  | 12º* | 12º* | 12º* | 12º* | 12º* | 11º* | 10º* | 10º* | 11º* | 10º  | 12º |
| Barça Voleibol         | 7º  | 9º  | 11º | 13º | 12º  | 12º  | 11º  | 12º | 12º  | 12º  | 12º  | 12º* | 13º* | 13º* | 13º* | 13º* | 13º* | 13º* | 13º* | 13º* | 13º  | 12º  | 13º  | 13º* | 13º  | 13º |
| Voleibol Almoradí      | 11º | 7º  | 10º | 11º | 13º  | 13º  | 13º  | 13º | 13º  | 14º  | 14º  | 14º  | 14º  | 14º* | 14º* | 14º* | 14º* | 14º* | 14º* | 14º* | 14º* | 14º* | 14º* | 14º* | 14º  | 14º |

|  | Juega play-off por el título. |
|  | Desciende a Superliga 2.      |

- Con partidos aplazados por motivos relacionados con Covid-19

## Play-off
Los Play Offs de la Superliga Masculina de Voleibol 2020-21 se disputan en tres fases de cuartos de final hasta la gran final entre los 8 primeros clasificados en la fase regular. Así mismo, se enfrentan el primero clasificado contra el octavo, el segundo contra el séptimo, el tercero contra el sexto y el cuarto contra el quinto, todas estas eliminatorias al mejor de tres partidos. Quienes consigan dos victorias, se enfrentarán en una ronda de semifinales hasta alcanzar otras dos victorias, es decir, al mejor de tres partidos. La distribución sería entre el ganador del primer partido contra el de la tercera eliminatoria; además del ganador del segundo contra el del cuarto. Los equipos que sobrevivan a ambas eliminatorias, serán los que jueguen entre ellos la final para alzarse con el título.
Esta fase del K.O se disputará en un periodo comprendido entre el 28 de febrero y el 10 de mayo de 2021, dependiendo de cuanto se alargue cada eliminatoria.
- Los partidos deberán disputarse en días consecutivos salvo acuerdo de ambos equipos.
- En todo caso entre el inicio de cada encuentro deberá transcurrir un mínimo de 18 horas, salvo acuerdo mutuo o por TV. En caso de que no se juegue el 5º partido de la eliminatoria de semifinales, se habilitará también el viernes para disputar el primer partido.

|  | Cuartos de final | Cuartos de final           | Cuartos de final | Cuartos de final         | Cuartos de final | Cuartos de final | Cuartos de final |                      |   | Semifinales | Semifinales | Semifinales | Semifinales | Semifinales | Semifinales | Semifinales |   |   | Final | Final | Final | Final | Final | Final | Final |  |
|  |                  |                            |                  |                          |                  |                  |                  |                      |   |             |             |             |             |             |             |             |   |   |       |       |       |       |       |       |       |  |
|  |                  |                            |                  |                          |                  |                  |                  |                      |   |             |             |             |             |             |             |             |   |   |       |       |       |       |       |       |       |  |
|  | 0                | Arenal Emevé               | 1                | 1                        |                  |                  |                  |                      |   |             |             |             |             |             |             |             |   |   |       |       |       |       |       |       |       |  |
|  | 0                | Arenal Emevé               | 1                | 1                        |                  |                  |                  |                      |   |             |             |             |             |             |             |             |   |   |       |       |       |       |       |       |       |  |
|  | 2                | Club Voleibol Guaguas      | 3                | 3                        |                  |                  |                  |                      |   |             |             |             |             |             |             |             |   |   |       |       |       |       |       |       |       |  |
|  | 2                | Club Voleibol Guaguas      | 3                | 3                        |                  | 2                | CV Guagas        | 3                    | 3 |             |             |             |             |             |             |             |   |   |       |       |       |       |       |       |       |  |
|  |                  |                            |                  |                          |                  |                  |                  | 3                    | 3 |             |             |             |             |             |             |             |   |   |       |       |       |       |       |       |       |  |
|  |                  |                            | 0                | Melilla Sport Capital    | 1                | 0                |                  |                      |   |             |             |             |             |             |             |             |   |   |       |       |       |       |       |       |       |  |
|  | 2                | Melilla Sport Capital      | 0                | Melilla Sport Capital    | 1                | 0                | 3                | 3                    |   |             |             |             |             |             |             |             |   |   |       |       |       |       |       |       |       |  |
|  | 2                | Melilla Sport Capital      |                  |                          |                  |                  |                  |                      |   |             |             |             |             |             |             |             |   |   |       |       |       |       |       |       |       |  |
|  | 0                | Urbia Uenergia Vóley Palma | 0                | 1                        |                  |                  |                  |                      |   |             |             |             |             |             |             |             |   |   |       |       |       |       |       |       |       |  |
|  | 0                | Urbia Uenergia Vóley Palma | 0                | 1                        |                  |                  |                  |                      |   |             |             |             |             |             | 3           | CV Guagas   | 3 | 3 | 3     |       |       |       |       |       |       |  |
|  |                  |                            |                  |                          |                  |                  |                  |                      |   |             |             |             |             |             |             |             | 3 | 3 | 3     |       |       |       |       |       |       |  |
|  |                  |                            | 0                | Unicaja Costa de Almería | 1                | 0                | 1                |                      |   |             |             |             |             |             |             |             |   |   |       |       |       |       |       |       |       |  |
|  | 1                | Conectabalear CV Manacor   | 0                | Unicaja Costa de Almería | 1                | 0                | 1                | 3                    | 0 | 1           |             |             |             |             |             |             |   |   |       |       |       |       |       |       |       |  |
|  | 1                | Conectabalear CV Manacor   |                  |                          |                  |                  |                  |                      |   |             |             |             |             |             |             |             |   |   |       |       |       |       |       |       |       |  |
|  | 2                | Club Voleibol Teruel       | 1                | 3                        | 3                |                  |                  |                      |   |             |             |             |             |             |             |             |   |   |       |       |       |       |       |       |       |  |
|  | 2                | Club Voleibol Teruel       | 1                | 3                        | 3                |                  | 0                | Club Voleibol Teruel | 3 | 2           | 2           |             |             |             |             |             |   |   |       |       |       |       |       |       |       |  |
|  |                  |                            |                  |                          |                  |                  |                  | Club Voleibol Teruel | 3 | 2           | 2           |             |             |             |             |             |   |   |       |       |       |       |       |       |       |  |
|  |                  |                            | 2                | Unicaja Costa de Almería | 0                | 3                | 3                |                      |   |             |             |             |             |             |             |             |   |   |       |       |       |       |       |       |       |  |
|  | 1                | Río Duero Soria            | 2                | Unicaja Costa de Almería | 0                | 3                | 3                | 3                    | 2 | 1           |             |             |             |             |             |             |   |   |       |       |       |       |       |       |       |  |
|  | 1                | Río Duero Soria            |                  |                          |                  |                  |                  |                      |   |             |             |             |             |             |             |             |   |   |       |       |       |       |       |       |       |  |
|  | 2                | Unicaja Costa de Almería   | 1                | 3                        | 3                |                  | 2                |                      |   |             |             |             |             |             |             |             |   |   |       |       |       |       |       |       |       |  |
|  | 2                | Unicaja Costa de Almería   | 1                | 3                        | 3                |                  |                  |                      |   |             |             |             |             |             |             |             |   |   |       |       |       |       |       |       |       |  |
|  |                  |                            |                  |                          |                  |                  |                  |                      |   |             |             |             |             |             |             |             |   |   |       |       |       |       |       |       |       |  |

## Estadísticas

### Mejor Jugador de la Jornada (MVP)
La Real Federación Española de Voleibol entrega unos premios cada jornada al mejor jugador, a los mejores de la jornada y al mejor entrenador.
| Jornada | MVP                     | Equipo                     | Ref.   |
| ------- | ----------------------- | -------------------------- | ------ |
| 1       | Rodrigo Roberto de Melo | Urbia Uenergia Voley Palma | [ 1 ]  |
| 2       | Pablo Kukarstev         | CV Guaguas                 | [ 2 ]  |
| 3       | Felipe Benavidez        | Rotogal Boiro Voleibol     | [ 3 ]  |
| 4       | Federico Martina        | Melilla Sport Capital      | [ 4 ]  |
| 5       | Thiago Vanole           | Conectabalear CV Manacor   | [ 5 ]  |
| 6       | Raúl Muñoz              | UD Ibiza Ushuaïa           | [ 6 ]  |
| 7       | Lucas Madaloz           | Barça Voleibol             | [ 7 ]  |
| 8       | Brandon Rattray         | Arenal Emevé               | [ 8 ]  |
| 9       | Filip Gavenda           | Club Voleibol Teruel       | [ 9 ]  |
| 10      | Caetano Filter          | Conectabalear CV Manacor   | [ 10 ] |
| 11      | Juanmi González         | Urbia Uenergia Voley Palma | [ 11 ] |
| 12      | Gaspar Bitar            | Rotogal Boiro Voleibol     | [ 12 ] |
| 13      | Óscar Prades            | UBE L'Illa Grau            | [ 13 ] |
| 14      | Renan Levandoski        | Voley Textil Santanderina  | [ 14 ] |
| 15      | Pablo Kukartsev         | Club Voleibol Guaguas      | [ 15 ] |
| 16      | Guillermo Loeches       | Arenal Emevé               | [ 16 ] |
| 17      | José Villalba           | Río Duero Soria            | [ 17 ] |
| 18      | Juan Pablo Moreno       | Rotogal Boiro Voleibol     | [ 18 ] |
| 19      | Caio Da Silva           | F.C. Barcelona             | [ 19 ] |
| 20      | Augusto Colito          | Unicaja Costa de Almería   | [ 20 ] |
| 21      | Jordi Ramón             | Club Voleibol Teruel       | [ 21 ] |
| 22      | Guilherme Hage          | Club Voleibol Guaguas      | [ 22 ] |
| 23      | Rodrigo Pernambuco      | Urbia Uenergia Voley Palma | [ 23 ] |
| 24      | Federico Martina        | Melilla Sport Capital      | [ 24 ] |
| 25      | Gerard Osorio           | Río Duero Soria            | [ 25 ] |
| 26      | Ángel Rodríguez         | Conectabalear CV Manacor   | [ 26 ] |